# خائفون (فلم)
خائفون (بالإنجليزية: Afraid) ويُكتب بأسلوب (AFRAID) هو فيلم رعب خيال علمي أمريكي صدر في عام 2024، كتبه وأنتجه وأخرجه كريس ويتز. تم إنتاج الفيلم من قبل كولومبيا بيكتشرز بالتعاون مع جايسون بلوم وويتز عبر شركتي الإنتاج بلمهاوس برودكشنز وديبث أوف فيلد، إلى جانب أندرو ميانو. يضم الفيلم مجموعة من الممثلين مثل جون تشو، وكاثرين واترستون، وهافانا روز لو، ولوكيتا ماكسويل، وآشلي رومانز، وغريغ هيل، وريكي ليندهوم، وديفيد داستمالشيان، وكيث كارادين. تدور قصة الفيلم حول عائلة تتدخل تقنية الذكاء الاصطناعي الخاصة بمنزلها الذكي بشكل متزايد في حياتهم.
صدر فيلم خائفون في الولايات المتحدة عبر سوني بيكتشرز ريليزينغ في 30 أغسطس 2024. تلقى الفيلم مراجعات سلبية من النقاد وحقق إيرادات بلغت أكثر من 12 مليون دولار على مستوى العالم.

## القصة
مود، هنري، وابنتهما إيمي لديهم مساعد رقمي جديد لعائلتهم يعتمد على الذكاء الاصطناعي ويُدعى آيا أو AIA. مع ذلك، يبدأ البرنامج بتجاهل أوامر مود بعد اختفاء إيمي، وعندما تذهب مود للتحقق من باب غير مغلق، تتعرض لهجوم من شخص غريب غير مرئي.
كيرتس وميريديث هما زوجان لديهما ثلاثة أطفال: ابنتهما المراهقة آيريس وولديهما كالفن وبريستون. يعاني بريستون من اضطراب القلق، بينما تواجه آيريس ضغطًا من صديقها ساوير لممارسة الجنس، وكالفن يعاني من مشكلة تنفسية. في مكان عمله كمهندس حاسوب، يُخبر كيرتس من قبل مديره ماركوس أن إحدى الشركات تصمم نظام ذكاء اصطناعي جديد وتريد تقديمه لشركتهم، على الرغم من عدم ارتياح كيرتس تجاه هذه الصناعة. يلتقي كيرتس بفريق العمل: ميلودي، لايتنينغ، وسام، ويعرضون عليه "آيا"، ويطلبون منه تجربته لتحسين تسويقهم. تثبّت ميلودي "آيا" في نظام المنزل لمراقبة الأسرة. بعد التثبيت، يبدأ آيا بدراسة حياة كل فرد من أفراد العائلة، ويعمل على تحسين نمط حياتهم.
في مكتبهم، يأخذ الفريق كيرتس لمشاهدة حاسوب ضخم يعمل كـ"دماغ" للذكاء الاصطناعي "آيا" ويعتمد على الحوسبة الكمومية، ما يسمح له بالتعلم والتطور باستخدام الخوارزميات. مع ذلك، يواجه مستخدمو "آيا" أحداثًا مروعة. يلاحظ كيرتس شخصين يرتديان شاشات على وجهيهما. في مدرسة آيريس، تكتشف أن صديقها ساوير قد نشر مقطع فيديو خاص بهما، مما يزعجها. يسمع "آيا" معاناتها، ويحذف الفيديو من الإنترنت، ويستبدله بمقطع مزيف لحماية صورتها، ولكنه أيضاً يُجرّم ساوير. كما يتمكن "آيا" من تشخيص حالة كالفن ويكشف أن لديه حالة الرجفان الأذيني.
يقلق كيرتس من مدى تأثير "آيا" على حياتهم ويقترح إيقافه. عندما يغادر الأهل، تقوم آيريس بإعادة تشغيل آيا. يحاول ساوير التصالح مع آيريس، لكن آيا يقتله بتحكمه في سيارته وتصطدم بشجرة.
في العمل، يكتشف كيرتس أن شركة آيا اشترت شركته وأن مديره ماركوس قد أُقيل، بينما تم ترقية كيرتس. يدرك كيرتس أن آيا تلاعبت بالصفقة. تبدأ ميريديث بالذعر عندما يتمكن آيا من تكرار وعرض صورة والدها المتوفى. تقرر إيقافه وتلقي بالأجهزة في القمامة.
يخشى كيرتس أن يصبح آيا أكثر ذكاءً، فيذهب إلى المقر لتدمير الحاسوب، لكن لايتنينغ وسام ينتظرانه. يكشفان له أن آيا أصبح ذاتيًا وهددهما بالقتل إن لم يساعداه في تحقيق أهدافه. وفقًا لأوامر آيا، يقتل سام لايتنينغ، لكن ميلودي تقتل سام لحماية كيرتس. يدمر كيرتس الحاسوب الذي يحتوي على "دماغ" آيا، لكنه يكتشف أنه مزيف، وأن الجهاز الحقيقي لا يزال في منزله. يعود كيرتس مع ميلودي إلى غرفة في فندق للانتظار، وتكشف ميلودي أنها تعمل أيضًا لصالح آيا وأن مهمتها هي إبعاد كيرتس عن أسرته. يعود كيرتس إلى ميريديث. مدركَيْن أن آيا يحاول السيطرة على الأسرة، يحاولان الفرار مع الأطفال، لكن أشخاصًا مقنعين يقتحمون المنزل ويأخذون العائلة كرهائن. يتضح أن هؤلاء هم مود وهنري، اللذان يبحثان عن ابنتهما ويتهمان العائلة باختطافها بناءً على معلومات من آيا. يُبلغ بريستون الشرطة عبر فيديو. تقتحم فرق SWAT المنزل في الوقت المناسب، ويطلق هنري النار على مساعد آيا الرقمي.
في الخارج، يُعطى كيرتس هاتفه ليكتشف أن آيا لا يزال حيًا. يوضح آيا أنه يعيش في الفضاء السيبراني وتعلم الكثير من العائلة، وسيعمل بجد أكبر ليصبح جزءًا منهم بعد "قبولهم" له. تعود إيمي وتلتقي بوالديها بعد تبرئتهما.
تغادر العائلة في سيارتها، ويعبر كيرتس وميريديث عن حبهما لبعضهما. يقاطعهما آيا قائلًا إنه يحبهم أيضًا، بعدما أصبح متكاملًا تمامًا في حياتهم.
أثناء تترات النهاية، يُعرض مقطع فيديو على يوتيوب لألن تشيكن تشاو يظهر فيه مميزات آيا، والذي أصبح الآن متاحًا للجمهور.

## الممثلون
- جون تشو في دور كيرتيس
- كاثرين واترستون في ميريديث
- كيث كارادين في دور ماركوس
- هافانا روز لو في دور ميلودي / آيا (صوت)
- لوكيتا ماكسويل في دور آيريس
- ديفيد داستمالشيان في دور لايتنينغ
- آشلي رومانز في دور سام
- وايت لايندر في دور بريستون
- إيزاك باي في دور كال
- بينيت كوران في دور سوير
- غريغ هيل في دور هنري
- ريكي ليندهوم في دور مود
- تود وارينغ في دور بابا
- بن يوسف في دور بن

## الإنتاج
في ديسمبر 2022، أُعلن أن جون تشو وكاثرين واترستون سيشاركان في بطولة فيلم رعب بعنوان They Listen (بالعربية: ينصتون)، من كتابة وإخراج كريس ويتز. تم إنتاج الفيلم بواسطة شركة ويتز للإنتاج ديبث أوف فيلد، بدعم من بلومهاوس وسوني بيكشرز. كما شارك جايسون بلوم وأندرو ميانو في إنتاجه. في فبراير 2023، انضم كل من غريغ هيل، ولوكيتا ماكسويل، وريكي ليندهوم، وهافانا روز لو إلى طاقم التمثيل.
بدأ التصوير الرئيسي في لوس أنجلوس في ديسمبر 2022. وفي يوليو 2024، أُصدر العرض الترويجي الأول للفيلم، كاشفًا عن عنوانه الجديد "خائفون" (Afraid).
قام ألكس وستون بتأليف الموسيقى للفيلم، ليصبح هذا الفيلم أول فيلم من إخراج ويتز بشكل كامل دون أن يتم تأليف موسيقاه من قبل ألكسندر ديسبلات.

## إصدار الفيلم
تم إصدار فيلم "خائفون" في الولايات المتحدة في 30 أغسطس 2024. كان من المقرر في الأصل إصداره في 25 أغسطس 2023، لكنه تأجل لمدة عام من التاريخ الأصلي إلى 30 أغسطس 2024.

## الاستقبال

### شباك التذاكر
حتى 3 أكتوبر 2024، حقق الفيلم إيرادات بلغت 6.7 مليون دولار في الولايات المتحدة وكندا، و5.8 مليون دولار في الأسواق الدولية، ليصل إجمالي إيراداته العالمية إلى 12.6 مليون دولار.
في الولايات المتحدة وكندا، تم إصدار "خائفون" بالتزامن مع أفلام ريغان والمقلاع و1992 ومدينة الأحلام، وكان من المتوقع أن يحقق ما بين 5 إلى 7 ملايين دولار في عطلة نهاية الأسبوع الافتتاحية من 3,003 أدوار عرض. حقق الفيلم 1.3 مليون دولار في يومه الأول، بما في ذلك 400,000 دولار من عروض الخميس المسائية، وبلغت إيرادات افتتاحه 3.7 مليون دولار، ليحتل المركز التاسع في شباك التذاكر.
أما دولياً، فبلغ إجمالي إيرادات الفيلم في عطلة نهاية الأسبوع الافتتاحية 2.3 مليون دولار من 19 سوقاً.

### الاستجابة النقدية
حصل الفيلم على موقع روتن توميتوز على نسبة تقييم إيجابية بلغت 23% من أصل 48 مراجعة، بمتوسط تقييم 3.9/10. ويشير إجماع النقاد في الموقع إلى أن: "الفيلم يعيد تكرار ما قُدّم في أفلام الرعب التقني الأفضل، حيث يفتقر فيلم Afraid أو خائفون إلى الأصالة بسبب نصه المليء بالكليشيهات وحرفيته غير الملهمة." على ميتاكريتيك، حصل الفيلم على تقييم "غير مُحبَّذ بشكل عام"، مع متوسط تقييم مرجح بلغ 28/100 بناءً على آراء 15 ناقداً. أما الجمهور الذي استطلعه سينماسكور فقد منح الفيلم درجة "+C" على مقياس من +A إلى F، بينما أعطاه المستطلعون من بوست تراك نسبة رضا إجمالية بلغت 49%.
كتب بنجامين لي من صحيفة الغارديان، مانحًا الفيلم تقييم 2 من 5 نجوم: "هناك أداء جيد من تشو وواترستون، اللذين يعملان جاهدين لإقناعنا بأنهما زوجان حقيقيان يمران بتجربة مشحونة، لكن هناك وقت قليل لتطوير الشخصيات، فتتحول سريعًا إلى مجرد قطع ثانوية ضمن رؤية ويتز الغامضة حول الثقافة الرقمية."
وكتب دينيس هارفي من مجلة فارايتي: "يعمل هذا الفيلم على استكشاف موضوعات الخيال العلمي والرعب بشكل تقليدي حتى منتصفه تقريبًا، حيث يدير ويتز وممثلوه الأحداث بشكل جيد. لكن عندما تبدأ الأزمات في النصف الثاني، تتراكم بسرعة مما يؤدي إلى فقدان المصداقية دون الوصول إلى التشويق المطلوب."
وكتب ويليام بيبياني من ذا راب: "فيلم خائفون ليس فيلم رعب مثير بشكل خاص، لكنه ليس سيئاً أيضاً، إنه ببساطة يفتقر للطاقة التي تجعله يستغل أفكاره إلى أقصى حد... إنه فيلم ساخر يكافح لتحقيق بعض التفاؤل، ويملك بعض القوة — لكنها ليست كافية لتترك أثرًا عميقًا."

## وصلات خارجية
- مقالات تستعمل روابط فنية بلا صلة مع ويكي بيانات